# Jean-Sifrein Maury
Jean-Sifrein Maury, född den 26 juni 1746 i Valréas i Venaissin, död den 11 maj 1817 i Rom,  var en fransk kardinal.
Maury var son av fattiga föräldrar, tävlade med framgång i Franska akademien med några äreminnen och blev en av Paris främsta predikanter. På akademiens förslag blev han abbot i Frénado och fick 1785 säte i Franska akademien. År 1789 valdes han till medlem inom prästerskapet av les états genéraux (riksdagen), där han obetingat slöt sig till högern och jämte Cazalès blev dess främste man. 
Han var kvick, fintlig och alltid slagfärdig, men saknade djupare övertygelse och sakkunskap. År 1791 måste Maury fly, kallades av Pius VI till Rom och utnämndes 1794 till kardinal och biskop i Montefiascone och Corneto. Senare närmade han sig Napoleon, återkom till Frankrike 1806, återfick följande år sin plats i Franska akademien samt utnämndes 14 oktober 1810 till ärkebiskop i Paris, sedan Napoleon avsatt hans företrädare. 
Därigenom hade Maury brutit med kyrkan, liksom han genom sitt avfall redan förut brutit med bourbonernas anhängare. Han blev också avsatt 1814, sedan Ludvig XVIII bestigit tronen, och begav sig då till Rom, där den förbittrade påven höll honom i fängelse under sex månader. Berömt var Maurys arbete Essai sur l'éloquence de la chaire (2 band, 1809-10). Hans Oeuvres choisies utgavs 1827 i 5 band; 1891 utgav Ricard i 2 band Correspondance diplomatique et mémoires inédits du cardinal Maury.